# Бодиже, Янн
Янн Ив Лора́н Бодиже́ (фр. Yann Yves Laurent Bodiger; 9 февраля 1995, Сет, Франция) — французский футболист, опорный полузащитник клуба «Тенерифе».

## Клубная карьера
Янн начал заниматься футболом в клубе из своего родного города, «Сет». В 2009 году Бодиже присоединился к юношеской команде «Тулузы».
25 августа 2012 года полузащитник дебютировал за вторую команду в Национальном дивизионе 3. 16 марта 2013 года Бодиже отметился забитым голом.
За три сезона Янн провёл 32 игры за второй состав «Тулузы». 9 августа 2014 года полузащитник сыграл первый матч в Лиге 1, выйдя в стартовом составе с «Ниццей».

## Карьера в сборной
Бодиже дебютировал в составе сборной Франции до 20 лет 9 октября 2014 года во встрече с юношеской сборной Чехии. Янн стал победителем турнира в Тулоне, выйдя на замену в финальном матче со сборной Марокко.